# Mitsuki Ichihara
Mitsuki Ichihara (japanisch 市原 充喜 Ichihara Mitsuki; * 31. Januar 1986 in der Präfektur Chiba) ist ein ehemaliger japanischer Fußballspieler.

## Karriere
Ichihara erlernte das Fußballspielen in der Schulmannschaft der Tokyo Gakkan High School. Seinen ersten Vertrag unterschrieb er 2004 bei den JEF United Ichihara (heute: JEF United Chiba). Der Verein spielte in der höchsten Liga des Landes, der J1 League. 2005 und 2006 gewann er mit dem Verein den J.League Cup. Für den Verein absolvierte er sieben Erstligaspiele.

## Erfolge
JEF United Chiba
- J.League Cup

Sieger: 2005, 2006